# Papiernia (rejon szyrwincki)
Papiernia (lit. Papiernia) – wieś na Litwie położona w rejonie szyrwinckim w gminie Jawniuny (lit. Jauniūnai) nad rzeką Mussą. Około 20 mieszkańców. W okresie międzywojennym wieś przygraniczna w Polsce na obszarze województwa wileńskiego – w powiecie wileńsko-trockim w gminie Mejszagoła.